# Das Lied der Mutter
Das Lied der Mutter ist ein deutsches Stummfilmmelodram aus dem Jahre 1918 von und mit Alwin Neuß. In der Titelrolle der Mutter ist Toni Tetzlaff zu sehen, Lil Dagover an ihrer Seite spielte hier ihre erste Hauptrolle.

## Handlung
Als eines Abends die berühmte Sängerin Vera Rasmussen von einem Konzert in ihre Wohnung heimkehrt und nach ihrem schlafenden Kind Friedel schauen will, bemerkt sie, dass sich ein ihr unbekannter Mann Zutritt verschafft hat. Doch es handelt sich bei Kurt Werner nicht um einen simplen Einbrecher, sondern um eine tragische Existenz in einer seelischen Notlage. Werner hat vom Auftritt Veras im Konzertsaal gelesen, konnte sich aber keine Eintrittskarte leisten. Da zu ihrem Repertoire auch ein Lied gehört, das einst Kurts Mutter ihm in seiner Jugend stets vorsang, bittet er die Künstlerin darum, es ihm exklusiv noch einmal vorzutragen. Vera erfüllt diese Bitte. Am Ende beginnt der erwachsene Mann hemmungslos zu Weinen. Von dessen Ergriffenheit ist nun wiederum Vera derart ergriffen, dass sie sich in den Fremden zu verlieben beginnt, zumal Kurt Vera von seinem schweren Schicksal berichtet: der Vater  starb früh, und die Mutter wurde sein ein und alles. Beider Leben war schwer, das Geld reichte hinten und vorn nicht, und schon gar nicht für Kurts angestrebtes Studium.
Kurt und Vera heiraten, die Ehe ist sieben Jahre lang glücklich. Dann aber kann Vera aufgrund einer heimtückischen Krankheit nicht mehr öffentlich als Sängerin auftreten und blickt bald dem Tode ins Auge. Aus der kleinen Friedel ist mittlerweile eine schöne junge Frau geworden. Sie hat sich in den jungen Assessor Grunow verliebt, den Sohn eines Bankhaus-Mitbesitzers. Als dieser um ihre Hand anhält, kommen ihr jedoch Zweifel auf, denn in Wahrheit hatte schon immer Kurt ihr Herz gehört. Dieser aber hält sich zurück. Von dieser emotionalen Ungewissheit bedrückt, eilt Friedel eines Tages aus dem Haus und ist dabei, ihr Leben wegzuwerfen. Von ihrem Krankenzimmer aus sieht Vera ihre Tochter fortlaufen und schickt Kurt nach, um sie zurückzuholen. Tatsächlich kann er seine Stieftochter vor dem geplanten Suizid bewahren: Als beide zurückkehren, liegt Vera im Sterben. Im letzten Atemzug erkennt die einstige Sängerin die emotionalen Bande zwischen Tochter Friedel und ihrem Mann Kurt. Sie gibt ihren Segen für diese Verbindung, und während die beiden vor ihr am Sterbebett knien, legt sie segnend ihre Hand auf beider Häupter.

## Produktionsnotizen
Das Lied der Mutter passierte im November 1918 und lief unmittelbar darauf in den Kinos an. Zu dieser Zeit besaß der Vierakter eine Länge von 1305 Metern.

## Kritik
„Das Lied der Mutter von Julius Sternheim ist ein schöner Spielfilm, der ein poetisches Sujet mit stimmungsvollen Bildern verbindet und durch die zart-abgetönte Darstellung eine tiefe Wirkung hervorruft. Nur drei Personen stehen in der Handlung, diese aber mit großer Künstlerschaft ausfüllen. Alwin Neuß leitet auch die Regie, die stilvoll der Handlung den Rahmen gibt. Die Photographie Carl Hoffmanns weist klare und schöne Bilder auf.“